# Palais Lomellini-Doria Lamba
Le palais Lomellini-Doria Lamba, ou palais Stefano Lomellini, est un bâtiment historique italien, situé 18 via Cairoli, dans le centre historique de Gênes. Il s'agit d'un des palais des Rolli qui étaient destinés, à l'époque de la république de Gênes, à accueillir des invités de haut rang lors de visites d'État au nom du gouvernement génois.
Le bâtiment fait partie des 42 palais Rolli inscrits au patrimoine mondial de l'UNESCO le 13 juillet 2006.

## Histoire et description
Le palais de Stefano Lomellini a été inclus dans les rolli de Gênes de 1588 à 1664 ; Ce n'était cependant que le noyau du bâtiment actuel, qui fut rénové et agrandi par l'architecte Gregorio Petondi en 1776 pour Gian Tommaso Balbi. C'est précisément la construction contemporaine de la Strada Nuovissima (1778-1786, actuellement via Cairoli), par Petondi lui-même, qui a agrandi le bâtiment à ses dimensions actuelles, obtenant une double vue sur la via Lomellini et sur la nouvelle route. A cette occasion, il fut doté d'une double entrée (18 via Cairoli et 19 via Lomellini), comme l'était le bâtiment adjacent appartenant à Marco Lomellini et ses façades modernes furent conçues. L'architecte choisit ainsi une solution de distribution scénographique et complexe, qui relie les deux atriums et les salles des étages supérieurs, « renouvelant la splendeur de cette architecture continue des escaliers inventée à Gênes au XVIe siècle, que Bartolomeo Bianco avait multipliée dans les bâtiments de la Via Balbi ».
Le bâtiment, où existait encore en 1798 la loggia de l'hôtel Lomellini, est aujourd'hui la propriété de la famille Doria Lamba et abrite des bureaux et des habitations.

## Galerie

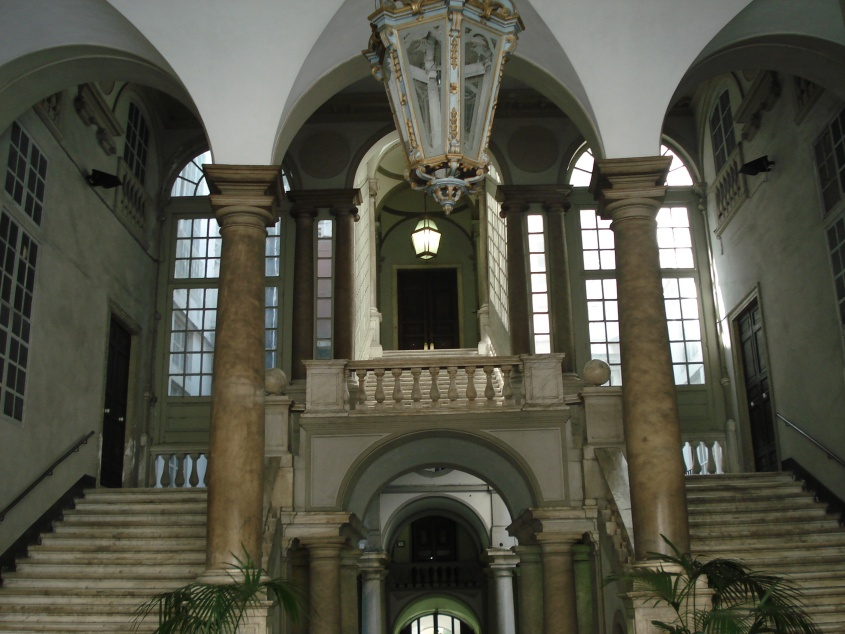
L'atrium du palais